# St. Nikolaus (Büren)

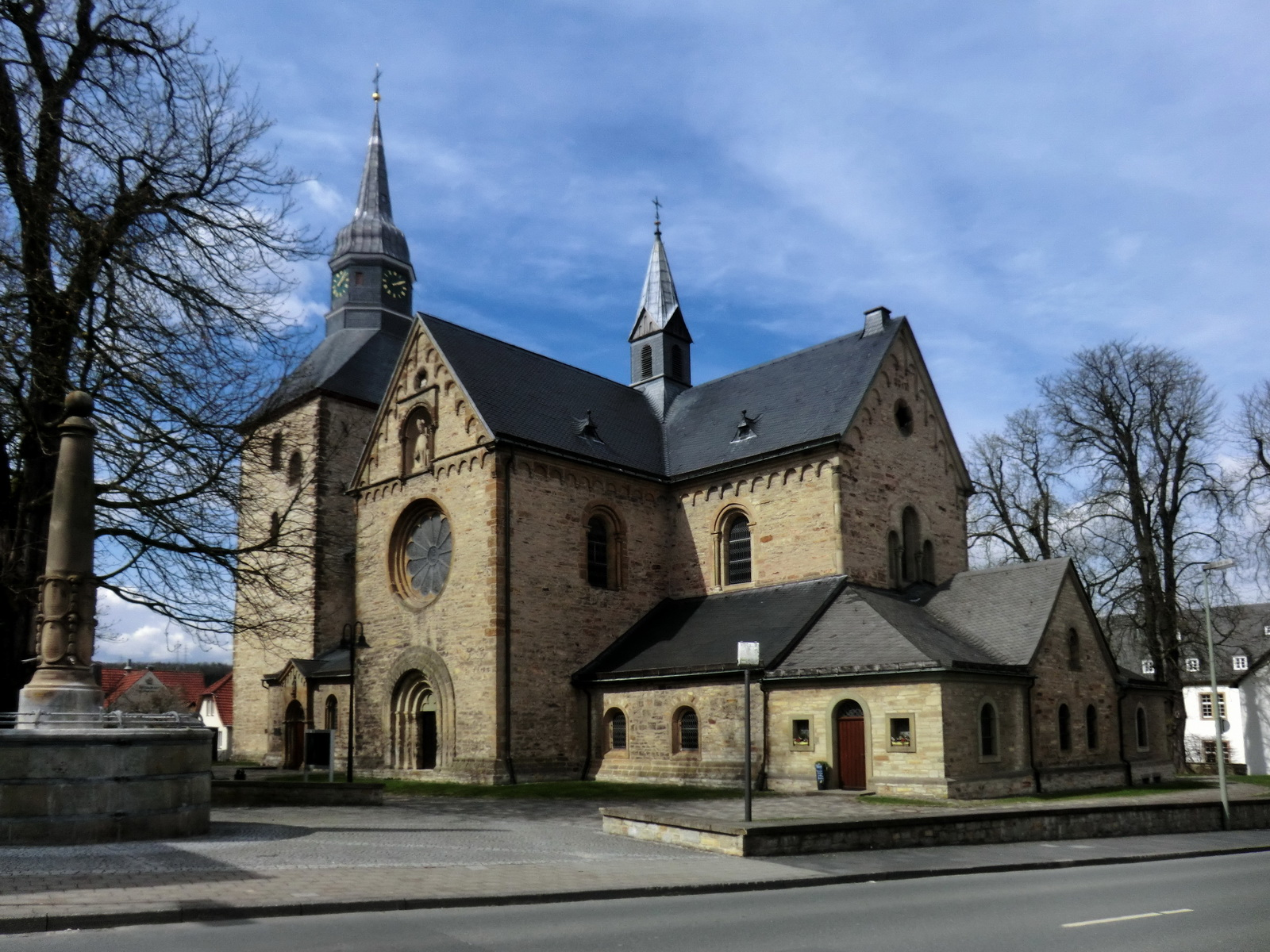
Pfarrkirche St. Nikolaus (Büren)

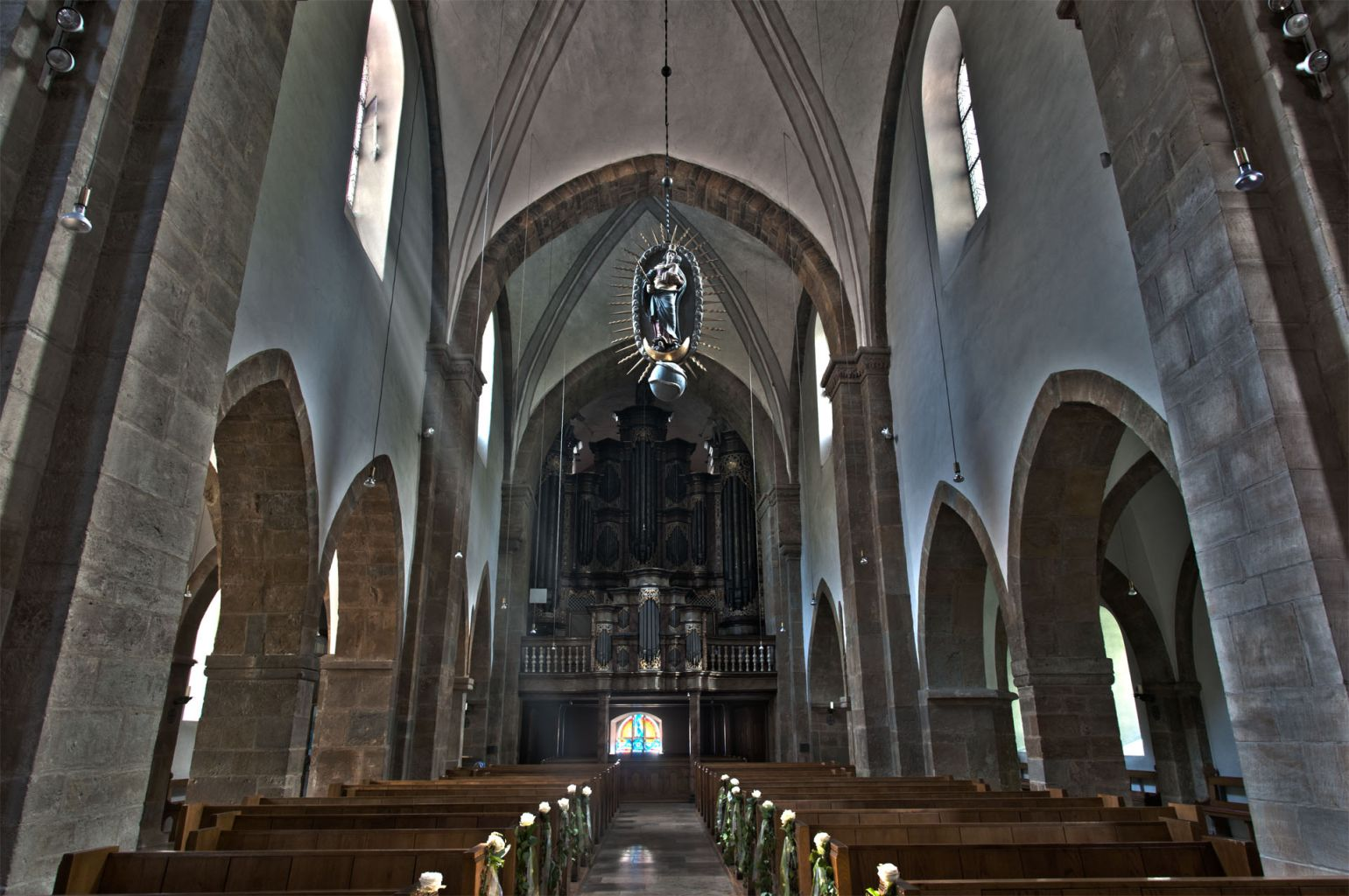
Innenansicht nach Westen

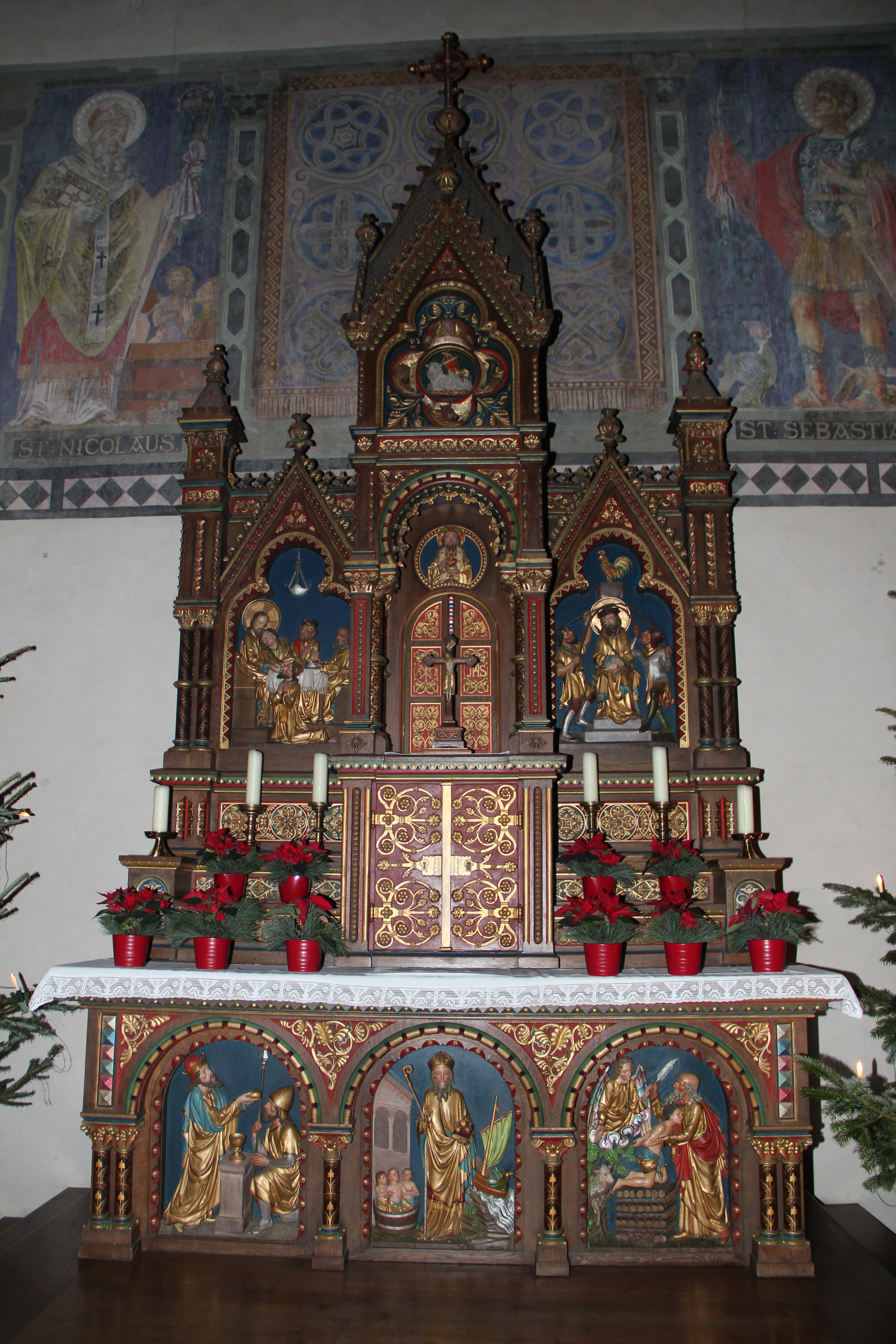
Hochaltar

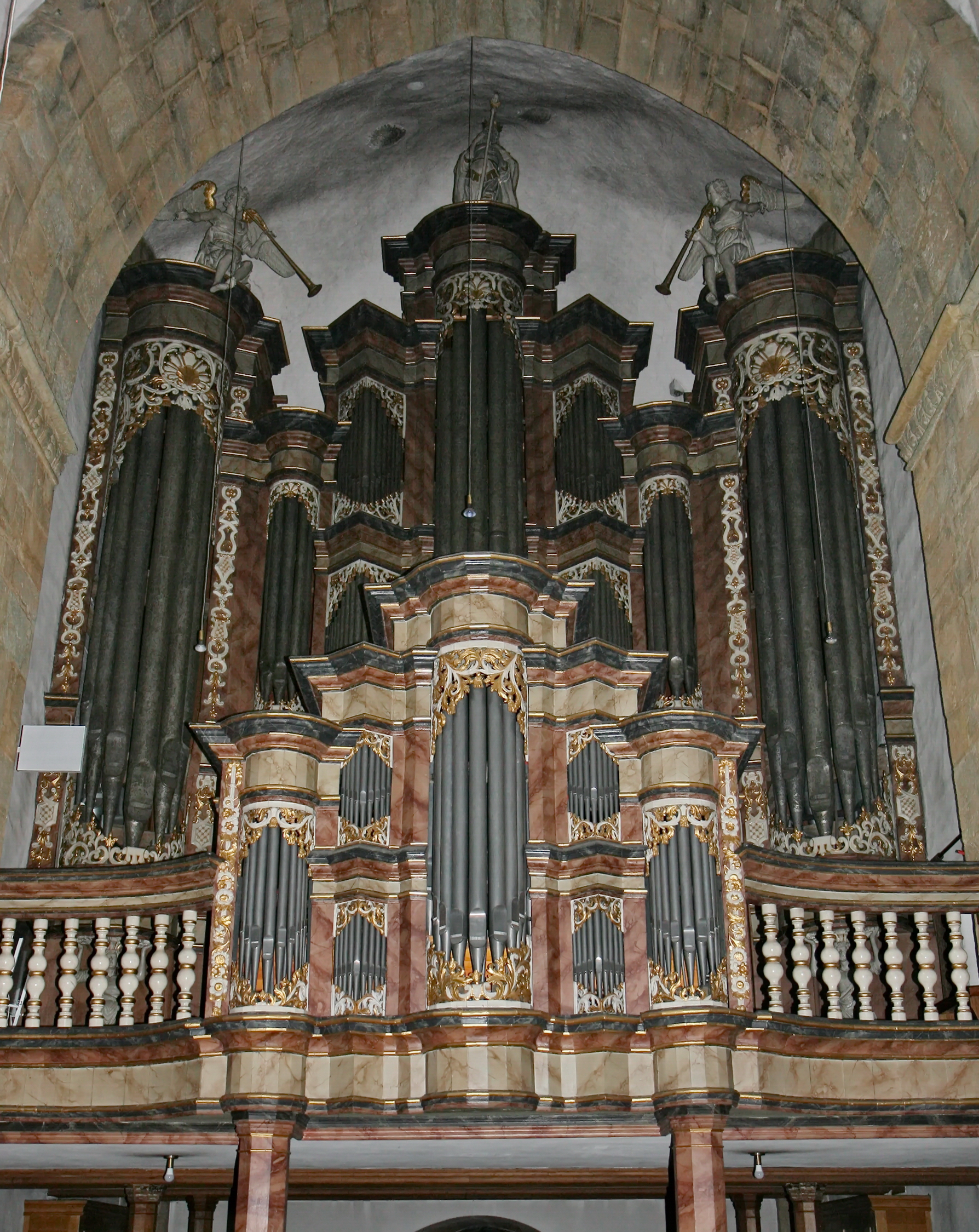
Orgel

Die katholische Pfarrkirche St. Nikolaus befindet sich in Büren, einer Stadt im Kreis Paderborn (Nordrhein-Westfalen). Sie ist eine dreischiffige romanische Kreuzbasilika. Das Kirchengebäude ist das älteste Bauwerk in der Innenstadt von Büren. Kirche und Gemeinde liegen im Pastoralverbund Büren des Dekanats Büren Delbrück im Erzbistum Paderborn.

## Geschichte
Die Kirche wurde im Jahre 1220 erstmals urkundlich erwähnt. Sie wurde Ende des 12. Jahrhunderts als Marktkirche von den Gebrüdern Detmar und Berthold von Büren erbaut. Nach Bränden im 17. Jahrhundert wurde die Kirche aufwendig renoviert. Im Jahr 1682 wurde das Obergeschoss des Westturms erneuert. Im Jahr 1824 wurden Rosetten an der Südwand angebracht und im Chorraum die Fenster mit der Kreuzigungsgruppe eingebaut. 1828 wurde der Anbau der Sakristei und 1858 der Turmhelm fertiggestellt. Weitere kleine bauliche Veränderungen folgten nach dem Jahr 1900. Von 1966 bis 1968 fand eine Grundsanierung der Kirche statt.

## Ausstattung
Zum Inventar von St. Nikolaus gehört ein Sakramentshäuschen mit Fialenaufbau aus dem 16. Jahrhundert, sowie eine Doppelmadonna, die sich im Kirchenschiff befindet und eine aus Holz geschnitzte Kanzel aus der Zeit um 1600.
An der Nordwand des Querhauses hängt das aus dem Jahr 1550 stammende Triumphkreuz. Außerdem beherbergt die Kirche ein Reliquiar des heiligen Liborius, eine Statue des heiligen Nikolaus, die seit dem Jahr 2008 vor der Kirche steht und ein aus dem 14. Jahrhundert stammendes Reliquienkreuz.

### Orgel
Die barocke Patroclus-Möller-Orgel aus dem Jahr 1744, die zuerst für das Kloster Böddeken gefertigt wurde, gehört zu einer der bedeutendsten in Westfalen.
Das Instrument kam 1804 nach Büren. Im Laufe der Zeit wurde die Orgel mehrfach umgebaut. 1923 wurde das Instrument mit pneumatischen Kegelladen ausgestattet und das Werk im Rück-Positivsgehäuse entfernt. 1953–1957 wurde die Orgel durch den Orgelbauer Franz Breil (Dorsten) restauriert, wobei u. a. die Kegelladen entfernt und durch mechanische Schleifladen ersetzt wurden. Außerdem kam als drittes Manualwerk das Brustwerk hinzu, wie dies bereits von Patroclus Möller vorgesehen war. 1992–1993 wurde die Orgel erneut restauriert und neu intoniert. Das Instrument hat heute 43 Register auf drei Manualen und Pedal.
| I Rückpositiv C– |                 |       |
| 1.               | Principal       | 8′    |
| 2.               | Gedackt         | 8′    |
| 3.               | Octav           | 4′    |
| 4.               | Rohrflöte       | 4′    |
| 5.               | Waldflöte       | 2′    |
| 6.               | Sifflöte        | 1 ⁄3′ |
| 7.               | Sesquialtera II |       |
| 8.               | Scharff VI      |       |
| 9.               | Dulzian         | 16′   |
| 10.              | Schalmey        | 8′    |
|                  | Tremulant       |       |

| II Hauptwerk C– |                  |        |
| 11.             | Principal        | 16′    |
| 12.             | Octave           | 8′     |
| 13.             | Hohlflöte        | 8′     |
| 14.             | Quinte           | 5 1⁄3′ |
| 15.             | Octave           | 4′     |
| 16.             | Gemshorn         | 4′     |
| 17.             | Octave           | 2′     |
| 18.             | Sesquialtera III |        |
| 19.             | Mixtur V-VI      |        |
| 20.             | Zimbel III       |        |
| 21.             | Trompete         | 16′    |
| 22.             | Trompete         | 8′     |

| III Brustwerk C– |             |        |
| 23.              | Holzgedackt | 8′     |
| 24.              | Principal   | 4′     |
| 25.              | Blockflöte  | 4′     |
| 26.              | Octav       | 2′     |
| 27.              | Terz        | 1 3⁄5′ |
| 28.              | Quint       | 1 ⁄3′  |
| 29.              | Octav       | 1′     |
| 30.              | Mixtur III  |        |
| 31.              | Rankett     | 16′    |
| 32.              | Krummhorn   | 8′     |
|                  | Tremulant   |        |

| Pedal C– |            |     |
| 33.      | Principal  | 16′ |
| 34.      | Subbass    | 16′ |
| 35.      | Octav      | 8′  |
| 36.      | Gedackt    | 8′  |
| 37.      | Octav      | 4’  |
| 38.      | Nachthorn  | 2’  |
| 39.      | Mixtur V   |     |
| 40.      | Zimbel III |     |
| 41.      | Posaune    | 16’ |
| 42.      | Trompete   | 8’  |
| 43.      | Trompete   | 4’  |

- Koppeln: I/II, III/II, I/P, II/P, III/P

### Glocken
Das vierstimmige Bronzegeläut ist gestimmt auf die Tonfolge c′ – d′ – e′ – g′. Die Glocken I, II und IV wurden 1949 von Petit & Edelbrock gegossen. Glocke III wurde 1713 von Bernhard Wilhelm Stule gegossen.